# Eunice wasinensis
Eunice wasinensis är en ringmaskart som beskrevs av Fauchald 1992. Eunice wasinensis ingår i släktet Eunice och familjen Eunicidae. Inga underarter finns listade i Catalogue of Life.